# Кон, Игорь Семёнович
Игорь Семёнович Кон (21 мая 1928, Ленинград, СССР — 27 апреля 2011, Москва, Россия) — советский и российский социолог, психолог, антрополог, философ

, сексолог. Один из основателей современной российской социологической школы, популяризатор науки и просветитель.
Кандидат исторических и философских наук (1950), доктор философских наук (1960), профессор (1963), академик Российской академии образования (1989), почётный профессор Корнеллского университета (1989) и Университета Суррея (1992). Награждён Золотой медалью Всемирной сексологической ассоциации за выдающийся вклад в сексологию и сексуальное здоровье, а также медалью ордена «За заслуги перед Отечеством» второй степени.
Ответственный редактор ряда коллективных трудов и серийных изданий («Словарь по этике», «Этнография детства» и др.), автор статей в БСЭ, БМЭ и БРЭ. Член ряда международных научных сообществ, среди которых Международная социологическая ассоциация, Международная академия сексологических исследований, Европейская ассоциация экспериментальной социальной психологии, Германское общество сексологических исследований и другие, а также редакционных советов ряда научных изданий — в том числе журналов «Человек», «Гендерные исследования», «Андрология и генитальная хирургия», Archives of Sexual Behavior, Zeitschrift für Sexualforschung, Journal of Homosexuality, Journal of the History of Sexuality, Childhood, Current Sociology, Sexualities, Men and Masculinities и других.

## Биография
Игорь Семёнович Кон родился 21 мая 1928 года в Ленинграде в семье врача. Рос в неполной семье, отец (врач-рентгенолог по профессии) лишь иногда навещал их с матерью, но долгое время скрывал от маленького Игоря факт своего отцовства. Несмотря на трудности предвоенного времени, Игорь Кон воспринимал свои детские годы как счастливые, беззаботность которых, впрочем, оборвалась с началом Великой Отечественной войны. Осенью 1941 года его мать как медсестру отправили сопровождать эшелон эвакуированных в Чувашию, вместе с ней в эвакуацию отправился и Игорь. Как впоследствии вспоминал сам Игорь Семёнович, «мы собирались через месяц вернуться, даже не взяли с собой тёплых вещей, а застряли в Мариинском Посаде на три года». Там же, в эвакуации, Игорь Кон сдал экстерном экзамены за старшие классы, после чего в 15 лет стал студентом истфака.
В 1944 году семья Кон вернулась в Ленинград, и будущий учёный продолжил получение высшего образования на историческом факультете Ленинградского педагогического института имени А. И. Герцена, а затем — в двух аспирантурах, по новой истории и по философии. Кон подготовил и третью, юридическую, диссертацию по правосознанию, но защищать её не стал, наткнувшись на непонимание со стороны учёного совета ЛГПИ, который видел в защите двух диссертаций рекордсменство и подрыв идеи присуждения учёных степеней.
После окончания аспирантуры и защиты диссертации на тему «Джон Мильтон — идеолог английской буржуазии XVII века» Кон был направлен в Вологодский педагогический институт, где в течение 1950—1952 годов, помимо шести разных лекционных курсов, он читал множество лекций в системе партийного просвещения.
Уволившись из Вологодского пединститута по собственному желанию на основании решения врачебной комиссии, переехал в Ленинград, где в течение 9 месяцев не мог найти работу, по его собственному свидетельству, по причине фамилии и беспартийности. Затем с 1953 года по 1956 год Кон проработал на полставки в Ленинградском химико-фармацевтическом институте, а затем — на философском факультете ЛГУ (1956—1967). Вступил в КПСС. О работе в ЛГУ позже Игорь Семёнович будет вспоминать: «… Это было моё настоящее место и призвание, я любил студентов и преподавательскую работу».
В 1968 году Кон принял приглашение Г. В. Осипова работать в Институте конкретных социальных исследований АН СССР (1968—1972). В ИКСИ он сначала заведовал сектором социологии личности и участвовал в выработке программы исследования «Личность и ценностные ориентации», а после того, как эту работу возглавил В. А. Ядов, Кон создал отдел истории социологии, но из-за конфронтаций с новым директором, М. Н. Руткевичем, и постоянных ограничений в работе он принял решение покинуть ИКСИ. В своих воспоминаниях он писал: «Лично я за заведование отделом не держался и был бы вполне удовлетворён местом старшего научного сотрудника в Ленинградских секторах. Но когда Руткевич издал приказ о преобразовании моего отдела, даже не поговорив со мной, я сразу решил уйти… Моя работа в ИКСИ продолжалась всего 4 года, с 1968 по 1972, и формально, по числу публикаций, это были самые непродуктивные годы в моей жизни: ни одной большой книги (если не считать ранее подготовленных расширенных немецких изданий „Позитивизма в социологии“ и „Социологии личности“) и всего полтора десятка статей, большая часть из которых не имела к моей плановой работе никакого отношения. В идеологически заблокированном институте просто невозможно было что-либо реализовать. Тем не менее этот этап оставил заметный след в моей жизни».
После увольнения из ИКСИ Кон перешёл на работу в Институт общественных наук при ЦК КПСС (1972—1974), а спустя два года стал работать в секторах Института философии. Однако в 1975 году в результате укрепления на основе нескольких мелких секторов Института философии был создан Институт социально-экономических проблем (ИСЭП), который должен был заниматься изучением советского образа жизни. Кон вновь принимает решение оставить рабочее место, и в 1975 году становится главным научным сотрудником ленинградского отдела Института этнографии АН СССР. Как вспоминал учёный, академик Ю. В. Бромлей, директор института, хотел, чтобы Кон занялся актуальными проблемами национального характера и этнической психологии, но Игорь Семёнович предпочёл взять сугубо академическую тему — этнографию детства, понимая, что серьёзная, честная работа по заданной Бромлеем тематике в СССР нереальна. В этот период Кон продолжает научную работу, читает лекции за границей (в странах соцлагеря), но вместе с тем постепенно отдаляется от научной элиты, воспринимается в качестве «чужака» как среди социологов, так и философов.
В 1985 году Игорь Семёнович покидает Ленинград и переезжает в Москву. В конце 1980-х — 1990-х годах он побывал с лекциями и в целях научной работы во многих университетах и научных центрах Западной Европы и Америки. 27 января 1989 года его избрали действительным членом Академии педагогических наук СССР по Отделению психологии.
События 1991 года Кон встретил за границей, на родину учёный вернулся лишь два года спустя. Последующие 20 лет Игорь Семёнович продолжал читать публичные лекции и писать книги, главное внимание уделяя эмпирическому исследованию сексуального поведения подростков, а также популяризации сексологических знаний.
Игорь Семёнович Кон скоропостижно скончался в Москве на 83-м году жизни в итоге быстро прогрессирующей болезни. Прощание с учёным состоялось утром 1 мая 2011 года в ритуальном зале московской городской клинической больницы № 64. Согласно завещанию покойного, его прах должен был быть развеян. Радиостанция «Эхо Москвы» сообщила, что организаторы похорон приняли решение часть праха Игоря Кона развеять над рекой Невой, а часть, всё же, захоронить в могиле матери академика.

## Научная деятельность
За почти полвека научной деятельности Игорь Семёнович Кон успел внести весомый вклад в различные области научной деятельности: философия и методология истории, история социологии, этика, социальная психология и психология развития, теория личности, антропология и социология детства и юности, социология молодёжи, сексология, гендерные исследования. Историк Лев Клейн, долгие годы друживший с Коном, дал такую характеристику многопрофильности научных исследований Игоря Семёновича:
Сначала его друзья знали, что он многообещающий философ, потом что историк философии, затем на первый план выступил социолог, позже он оказался психологом, потом проявились его другие ипостаси — то ли культур-антрополог, то ли сексолог. И, наконец, стало ясно, что Кон — это ЯВЛЕНИЕ советской, а затем российской общественной и культурной жизни.

Как исследователь он не сделал принципиальных новых открытий. Всё, чему он учил, в мировой науке открыто давно. Но это не делает его истины более приемлемыми у нас. Роль Игоря Кона была в другом. Он ставил новые проблемы для отечественной науки (открывал закрытые проблемы — гендер, секс, воспитание личности, свобода совести, гражданские права), прорабатывал колоссальный объём материала, выяснял истину и далее отстаивал эту истину с принципиальностью и несгибаемостью. В условиях нашей страны, с её причудливой смесью марксистских догм и средневекового клерикализма, коррумпированной науки и суеверий, для этого требовались огромные знания, постоянный труд и мужество.
И. С. Кон являлся автором более чем 60 книг и 300 статей (его работы переведены на множество иностранных языков), он также выступил основателем ряда новых направлений в российском обществоведении.

### История, философия и философия истории
Первой публикацией, принёсшей Кону всесоюзную профессиональную известность, была статья «Наука как форма общественного сознания» (1951), напечатанная в журнале «Вопросы философии». Как вспоминал сам учёный, «статья была стопроцентно догматической (главным аргументом было толкование сталинских цитат), но одновременно — невероятно смелой, в ней утверждалась — подумать только! — ненадстроечность, неклассовость и беспартийность естественных (хотя, конечно, не общественных) наук. Для учёных-естественников, которых регулярно подвергали идеологическим проработкам, это был подарок». Кон увлечённо занимался самостоятельным изучением проблем философии истории, но, как впоследствии признавался сам, все его работы того времени были насквозь идеологизированными.
Выдержанной в канонах советской науки были и докторская диссертация «Философский идеализм и кризис буржуазной исторической мысли» (1959). Опубликованная монография под тем же названием, «несмотря на её крайнюю примитивность», была замечена на Западе, и не только марксистами. Рецензент «American Historical Review» отметил, что, вопреки пропагандистскому названию, это серьёзная книга, «первая советская работа такого рода», достоинствами которой являются «широкая начитанность, обычно добросовестное изложение критикуемых идей и ясный стиль изложения». Вместе с тем рецензент отмечал явную ангажированность автора. Обстоятельную разгромную рецензию на данную работу представил и английский историк Джеффри Барраклаф, что впрочем не помешало ему пригласить молодого ленинградского учёного участвовать в подготовке главы «История» для международного исследования «Main trends of research in the social and human sciences» («Главные тенденции развития общественных и гуманитарных наук») под эгидой ЮНЕСКО.
В своей книге воспоминаний Кон отмечал, что наиболее неожиданной оказалась реакция Раймона Арона — одного из крупнейших французских философов, специалиста в области философии истории: «… из-за его открытого антикоммунизма моя трактовка его концепции была, мягко говоря, далека от объективности и даже элементарной вежливости. Тем не менее Арон увидел в моей книге нечто заслуживающее внимания и пригласил меня на важный междисциплинарный симпозиум „Историк между этнологом и культурологом“, куда меня, разумеется, не пустили. Французский социолог Виктор Каради рассказывал мне много лет спустя, что Арон очень сожалел об этом. Когда после симпозиума его спросили, доволен ли он его результатами, он сказал: „В общем, всё прошло хорошо, но я огорчён тем, что не удалось встретиться с Коном, это была моя главная цель“».
После публикации монографии Кон зарекомендовал себя как один из ведущих специалистов по так называемой «критике буржуазной философии и социологии». Как вспоминал Игорь Семёнович, критика буржуазной философии была единственным способом познакомить советского читателя с этой философией. Помимо упоминания концепций западных учёных в свои работах Кон способствовал русским переводам лучших зарубежных книг. В 1969 году под грифом Института всеобщей истории АН СССР он выпустил сборник переводных статей «Современные тенденции в буржуазной философии и методологии истории». В 1977 году он представил к печати обновлённый сборник «Философия и методология истории», который из-за анонимного доноса выпустили с грифом «для научных библиотек».

### История социологии
Со временем от изучения философских проблем Кон перешёл к конкретно-прикладным исследованиям. В своих мемуарах учёный писал: «Дело было не столько в недостатке философской культуры (знания — дело наживное), сколько в отсутствии философского склада мышления. Настоящий философ должен быть либо метафизиком, либо аналитиком. У меня не было вкуса ни к тому, ни к другому. Философские проблемы интересовали меня лишь в той мере, в какой их можно было заземлить и проверить на конкретном общественно-научном материале». Поскольку в это же время в СССР стали появляться первые эмпирические социсследования, а также по той причине, что социология тесно сопряжена с философией истории, Игорь Семёнович постепенно стал всё более углубляться в изучение социологии, которая в Советском Союзе мыслилась не как самостоятельная дисциплина, а как ветвь философии.
Поскольку никакая наука, по выражению Кона, немыслима без её истории, то первым делом Игорь Семёнович решил восполнить этот пробел в советском наукознании и написал монографию «Позитивизм в социологии» (1964). Под его руководством также был выпущен коллективный труд «История буржуазной социологии XIX — начала XX века» (1979). Две эти книги были первыми советскими учебными пособиями по курсу истории социологии. Положительный отзыв на «Позитивизм в социологии» в личной переписке дал Кону и Питирим Сорокин — известный русско-американский социолог. Кон был инициатором создания и первым президентом, а затем вице-президентом (1970—1982) Исследовательского комитета по истории социологии Международной социологической ассоциации.

### Этнопсихология
В 1964 году Игорь Семёнович начинает сотрудничество с журналом «Новый мир», главным редактором которого в то время был Александр Твардовский. В своей первой статье, «Психология предрассудка», он впервые в советской печати рассматривал вопрос о природе, социальных истоках и психологических механизмах антисемитизма и вообще этнических предубеждений. Как вспоминал Кон, «статья имела огромный резонанс. Её сразу же перевели на несколько иностранных языков. Хотя об СССР там ничего не говорилось, социально-психологический анализ истоков антисемитизма был проведён достаточно корректно и чётко». Своё развитие проблема национальных характеров получила в последующих работах Игоря Семёновича, опубликованных в журнале «Иностранная литература» (1968, № 9) и в сборнике «История и психология» (1971). Статьи Кона об этнических стереотипах и национальном характере сыграли важную роль в становлении отечественной этнопсихологии.

### Личность и общение
Центральным научным проектом Кона много лет была теория личности. Одной из первых работ на эту тему стала статья в журнале «Коммунист». Как вспоминал Кон: «Мои первые публикации на эту тему начались самым постыдным образом, заказной статьёй о всестороннем развитии личности при социализме в журнале „Коммунист“ (1954, № 8), в которой не было ни единого живого слова, сплошной пропагандистский вздор. В то время мне даже не приходило в голову, что систему фраз можно как-то сопоставлять с действительностью».
Выросшая на основе общеуниверситетского лекционного курса и удостоенная первой премии Советской социологической ассоциации книга «Социология личности» (1967) была одной из самых читаемых социологических книг в 1960—1970-х годах и положила начало соответствующему разделу отечественной социологии. Сразу же появилось шесть её переводов. На неё было много положительных рецензий.
После разгрома «Пражской весны» и крушения иллюзии относительно возможности прогрессивного саморазвития советского «реального социализма» Кон сознательно пошёл по пути психологизации личностной проблематики, сконцентрировав внимание на внутренних механизмах человеческого «Я» и на том, как процессы самосознания модифицируются в сравнительно-исторической и кросс-культурной перспективе, а также в процессе индивидуального развития личности. Этому посвящены книги «Открытие Я» (1978) и «В поисках себя» (1984) и ряд журнальных статей.

### Социально-возрастные процессы
Начиная со статьи «Юность как социальная проблема» (1965) Кон внёс важный вклад в социологию молодёжи и психологию развития. Его работы о «студенческой революции» 1960-х годов позволяли глубже понять природу молодёжного движения и найти параллели с процессами, происходившими в СССР. В отличие от большинства отечественных исследователей, рассматривавших молодёжную культуру только как форму девиантного поведения, криминогенную по своей сути, Кон, опираясь на историко-антропологические данные и понимание юности как особой фазы жизни, подчёркивал закономерность появления молодёжной субкультуры, отличной от общепринятой во взрослом обществе, выводя отсюда необходимость диалогического подхода к молодёжи.
Из социологии молодёжи были прямые выходы в психологию развития. В учебном пособии «Психология юношеского возраста» процессы развития и социализации юношества впервые в послевоенной советской литературе были рассмотрены в широкой социально-исторической и междисциплинарной перспективе, с учётом новейших лонгитюдных исследований и психологии жизненного пути, обобщены и систематизированы данные о развитии самосознания, эволюции образа «Я», структуры общения, общества сверстников и юношеской субкультуры; в книге впервые всерьёз говорилось об особенностях развития мальчиков и девочек и сексуальном поведении советских школьников. Хорошо принятая научно-педагогической общественностью книга (4 издания, 1979 − 1989, общий тираж 1,5 млн экземпляров) стала настольной для двух поколений учителей и родителей.

### Этнография детства
В Институте этнографии Кон основал новую для советской науки субдисциплину культурной антропологии, которую он назвал этнографией детства. Она реализована в виде серии коллективных трудов по этнографии детства и авторской монографии «Ребенок и общество» (1988, второе испр. изд. — 2003). Сравнительно-историческое изучение возрастных категорий, гендерно-возрастного символизма, особенностей культуры детства и процессов социализации детей в разных человеческих обществах имеет не только теоретический интерес, но и важное прикладное значение. Кон первым познакомил советских учёных с концепциями детства Ф. Арьеса и Л. Демоса, статистическими кросс-культурными исследованиями, опубликовал сборник работ Маргарет Мид «Культура и мир детства» (1988). Эти работы получили высокую оценку специалистов и по сей день часто цитируются.

### Проблемы пола и сексуальности
В середине 1960-х годов Кон заинтересовался социологией сексуальности, а затем и методологическими вопросами сексологии. В СССР это была абсолютно запретная тема. Впоследствии Игорь Семёнович вспоминал, что «поворот от социологии сексуального поведения к теоретико-методологическим проблемам сексологии как междисциплинарной отрасли знания был связан с подготовкой третьего издания Большой советской энциклопедии», в которой он был научным консультантом и в которой впервые должны были появиться статьи «Сексология» и «Сексопатология». «Поскольку эта проблематика давалась на страницах БСЭ впервые, мне пришлось задуматься о месте сексологии среди прочих научных дисциплин, причем не только медицинских», — вспоминал Кон.
Книга «Введение в сексологию», первоначально изданная в Венгрии (1981), ГДР и ФРГ (1985), несмотря на поддержку ведущих советских биологов и обществоведов, включая два института Академии наук, десять лет распространялась в самиздате и вышла на русском только в 1988 году (издательство «Медицина»). В этой книге впервые было обосновано существование сексологии не как частной медицинской субдисциплины, а как междисциплинарной области знания, которая не может развиваться без участия общественных и гуманитарных наук. Эта точка зрения была принята советской научной общественностью. В числе поддержавших книгу учёных-гуманитариев были видные антропологи и этнографы (В. П. Алексеев, С. А. Арутюнов, А. Г. Козинцев, Б. Н. Путилов, Ю. И. Семёнов, С. А. Токарев, А. М. Хазанов), философы (В. Ж. Келле) и социологи (В. А. Ядов, Б. М. Фирсов). Столь же дружелюбны и внимательны были биологи (В. Г. Кассиль, Е. М. Крепс, П. В. Симонов) и медики (А. М. Свядощ, Г. С. Васильченко, З. В. Рожановская, А. И. Белкин, Л. И. Спивак, В. Е. Каган). После издания книга получила преимущественно положительные отзывы. Известный американский культуролог Даниэль Ранкур-Лаферрьер оценил её как «веху в истории сексологии», подчеркнув, что это книга не о «сексе в СССР», а широкое исследование междисциплинарной отрасли знания. «Теперь, с появлением книги Кона (и предположив, что гласность выживет), можно надеяться, что сексологические исследования в Советском Союзе имеют будущее», — писал он.
Медицинские сексологи прямо связывают возникновение в России сексологии как науки со статьями Кона в «Вопросах философии» и Большой медицинской энциклопедии. Для Кона эта работа была прежде всего науковедческой, его интересовало, как на стыке нескольких разных дисциплин формируется новая область знания. Но для широкой публики, в том числе профессиональной, «Введение в сексологию» стало важнейшим источником знаний о сексуальности как таковой, что побудило автора продолжить работу в этом направлении, тем более, что крушение советской власти поставило перед обществом много новых острых проблем.
Как социолога Кона интересовали прежде всего социальные проблемы, связанные с сексуальным поведением. В 1993—1997 годах В. Червяковым, В. Д. Шапиро и другими сотрудниками Кона, при его непосредственном участии, были проведены три крупных анкетных исследования, которые бесспорно показали, что тенденции развития подростковой сексуальности в России — те же, что и в странах Запада (снижение возраста сексуального дебюта, отделение сексуальной активности не только от матримониальных планов, но и от любви, усиление гедонистической мотивации, уменьшение гендерных различий и т. д.), и чреваты теми же опасностями (нежелательные беременности, аборты, инфекции, передающиеся половым путём, включая ВИЧ) и т. д. Чтобы глубже понять эти процессы и вписать их в определённый культурно-исторический контекст, Кон написал монографию «Сексуальная культура в России» (1997, 2 доп. изд. 2005) — первое обобщающее исследование одного из самых закрытых аспектов русской истории.
Желая минимизировать отрицательные последствия сексуальной революции, Кон писал о негативных последствиях абортов, опубликовал несколько популярных книг и ВУЗовских учебных пособий по сексологии. В интервью Кона журналу «Огонёк» (июль 1988 года) впервые в советской печати были раскрыты социально-психологические аспекты эпидемии ВИЧ и было подчёркнуто, что главным направлением борьбы с ней должна быть профилактика.
Одним из первых в России он обратил внимание на опасность сексуального насилия и сексуальных посягательств на детей в частности, инициировал создание телефонной службы доверия. Начиная с 1966 года, Кон энергично доказывал необходимость введения в России, по примеру западных стран, сексуального образования подростков, а также опубликовал несколько популярных книг и вузовских учебных пособий по сексологии («Вкус запретного плода. Сексология для всех» (1997), «Введение в сексологию» (1999) и «Сексология. Учебное пособие для студентов высших учебных заведений» (2004)). В 2005 году Всемирная ассоциация сексуального здоровья удостоила его Золотой медали за выдающийся вклад в сексологию и сексуальное здоровье.

### Проблемы гомосексуальности
В начале 1980-х годов Игорь Кон одним из первых пытался поставить вопрос об отмене уголовного преследования гомосексуальности. Однако его инициатива наталкивалась на непонимание и противостояние как учёных, в том числе медиков, так и властей.
Его первая монография о гомосексуальности («Лики и маски однополой любви», 2-е изд. 2003) «пробила» в России запрещённую тематику. Книга обобщает современные данные об однополой любви не только с позиций биологии и медицины, но и с точки зрения общественных и гуманитарных наук. Автор рассматривает различные теории гомосексуальности, историю и этнографию однополых отношений у народов мира, психологические особенности однополой любви, проблемы однополых браков, этапы её декриминализации и депатологизации и так далее. Подробно освещается также история и положение «инаколюбящих» в России. Книга получила положительные отзывы специалистов. Однополой любви и гомофобии Кон также посвятил ряд научных и публицистических статей, в том числе — в профессиональных медицинских журналах, где привыкли воспринимать геев исключительно как пациентов.
Когда в 2005—2006 годах гомофобия стала приобретать размах в России, Игорь Кон специально занялся её изучением. В статье «Секс и меньшинства. Как гомофобия становится ксенофобией» он высказал мнение, что гомофобия органически связана с другими формами советско-русской ксенофобии, а в статье «Гомофобия как лакмусовая бумажка российской демократии» провёл систематический анализ российских опросов общественного мнения, описал особенности российской политической (в отличие от бытовой, трайбалистской) гомофобии, показал, что она не вытекает из личного опыта россиян, и какую опасность она для них представляет.
Игорь Кон активно поддерживал российское правозащитное ЛГБТ-движение. В 1991 году он выступил в газете «Аргументы и факты» в пользу юридического признания первых лесбигеевских правозащитных организаций. В 1995 году он поддержал требования о регистрации лесбигеевской национальной организации «Треугольник». В 2009 году Кон выступал в качестве жюри ЛГБТ-кинофестиваля «Бок о Бок». В 2010 году он защищал в суде архангельскую ЛГБТ-организацию «Ракурс». Игорь Кон принимал участие в различных круглых столах и заявлениях, посвящённых защите прав человека в отношении гомосексуалов.

### Гендерные исследования
В начале 2000-х годов Кон перешёл от сексологических проблем к гендерным. С 1999 года в центре научных интересов Кона стоял глобальный проект «Мужчина в меняющемся мире». Это попытка на конкретно-научном материале проследить, как нормативный канон маскулинности и реальные (или приписываемые им) психические черты мужчин трансформируются в мире, в котором привычная мужская гегемония становится проблематичной, и каковы особенности протекания этих процессов в России. Общие выводы проекта изложены в одноимённой книге, а их проекция на психологию развития — в книге «Мальчик — отец мужчины» (2009), содержащей не только очерк исторической антропологии мальчишества, но и обобщение новейших научных данных по таким актуальным, но плохо исследованным сюжетам, как совместное и раздельное обучение, школьное насилие (буллинг и хейзинг), причины неодинаковой успеваемости мальчиков и девочек, истоки и следствия мальчишеской агрессивности и политического экстремизма, явные и скрытые эффекты силового соревновательного спорта и тому подобное.

### Просветительская деятельность по проблеме насилия над детьми
Едва ли не первой в стране тревожной публикацией на эту тему была статья И. С. Кона «Осторожно: дети. Жертва сексуальной агрессии — ребёнок» в самой многотиражной советской газете «Труд» (1991). В его первой (и единственной в то время) массовой книге по сексологии «Вкус запретного плода» (1992, 1997) совращению детей и подростков посвящён специальный параграф, который был затем помещён в Интернет. Сайт «Национальный узел Интернет-безопасности в России» называет его в числе двух первых отечественных интернет-публикаций по данному вопросу.
В 1997 году, по просьбе Ассоциации детских психиатров, Кон выступал на Всероссийской конференции «Дети России: насилие и защита» с докладом «Совращение детей и сексуальное насилие в междисциплинарной перспективе», который был затем опубликован параллельно в двух научных журналах, «Социальная и клиническая психиатрия» и «Педагогика». В конце 1980-х положительно оценивали работы Кона, в частности «этнографический подход Кона к развитию ребёнка», американский психолог Ян Вальсинер и Г. А. Комарова.

## Происшествия
В январе 2001 года во время публичной лекции в МГУ в Кона бросили тортом. Группу молодых людей выдворили из зала только с помощью милиции, после чего лекция была продолжена и закончилась аплодисментами аудитории. После этого выступления под дверь квартиры И. С. Кона положили муляж взрывного устройства и угрожали убийством. «На той лекции торжествовало какое-то мракобесие, было видно, что специально организованные люди свистели, топали, я реально боялся за Игоря Семёновича, — вспоминает один из учеников Кона, сексолог, психотерапевт Евгений Кульгавчук. — После лекции мы вместе ехали в машине, и меня поразило, с каким спокойствием и достоинством держался Игорь Семенович. Он с лёгкой грустью сказал буквально два слова о произошедшем и тут же переключился на научные темы. О них он говорил с жаром, увлечённо, воодушевлённо». Впрочем, запугиваниям учёный не поддался, а изучение истории сексуальной контрреволюции, по его мнению, не менее интересно и поучительно, чем история советской сексофобии и «беспредела» 1990-х годов.
В октябре 2009 года группа националистов во главе с Романом Зенцовым попыталась сорвать презентацию книги учёного «Мальчик — отец мужчины», проходящую в рамках ЛГБТ-кинофестиваля «Бок о Бок», где Кон также выступал в качестве члена жюри.

## Личность
По воспоминаниям друзей и современников Игорь Семёнович Кон отличался спокойным, сдержанным характером и вёл простой, почти аскетический образ жизни. Большую часть жизни прожил с матерью, а после её смерти в 1989 году жил один. Социолог Александр Гофман вспоминал: «…он в значительной мере и в ряде отношений был одиноким человеком. Но, опять-таки, это было „одиночество в миру“, так как этот одинокий человек был целиком открыт миру; его всегда глубоко волновало и заботило всё, что в нём происходит. Волновало и интересовало и как учёного, и как человека. Он не был анахоретом, любил общение, особенно с молодёжью и детьми, конечно, в свободное от работы время. Он любил путешествовать, по России и за её пределами, в молодости летом часто ходил в походы».
В своих мемуарах Кон отмечал, что в молодости увлекался оперой, но после посещения хореографического училища, куда был направлен для разбирательства происшествия по партийной линии, его вкусы изменились в сторону балета. Игорь Семёнович интересовался живописью, часто использовал картины известных мастеров для иллюстрации своих популярных книг, особенно любил французских импрессионистов.
Кон страдал от врождённого астигматизма и сильного разноглазия, семь диоптрий разницы. Вдаль он видел только левым глазом, а читал одним правым. Тем не менее и в очках, и без них у него сохранялось бинокулярное зрение. В остальном Игорь Семёнович оставался здоровым человеком, вплоть до самой смерти сохранял ясный ум и чувство юмора.

## Награды и премии
- Медаль ордена «За заслуги перед Отечеством» II степени[47].
- Золотая медаль Всемирной ассоциации сексуального здоровья[48].
- Серебряная медаль РАН имени Питирима Сорокина.

## Оценки деятельности
Как отмечал после смерти учёного социолог Владимир Ядов,
Игорь Кон создал свою научную школу и внёс неоценимый вклад в подготовку и воспитание нескольких поколений социальных исследователей, целый ряд которых являются сегодня видными учеными. Он остаётся в нашей памяти не только как выдающийся учёный, но и как истинный патриот своей Родины, который с достоинством представлял отечественную науку за её рубежами. Игорь Семёнович прожил нелёгкую жизнь свободомыслящего учёного, преследуемого разного рода «патриотами», которые протестовали против его позиции в области полового воспитания юношества вплоть до актов агрессии.
Другой видный российский социолог, Лев Гудков, подчёркивал:
Его просто временами травили, на его публичных выступлениях его оскорбляли, всякого рода демонстрации устраивали против него. Кон относился к этому в высшей степени достойно и терпеливо, понимая, что люди, с которыми он имеет дело, нуждаются в таком просвещении и длительном воспитании.
К этой точке зрения присоединился и политик Леонид Гозман:
Он был смелым человеком. Это он первым у нас написал о том, что гомосексуализм — не «извращение», а особенность, что гомосексуалистов нельзя преследовать. Он заранее знал, что реакция будет предсказуемой… Он пошел на это сознательно, понимая, что ничего кроме неприятностей, разработка этой темы лично ему не принесет. Он знал, что лучше него об этом никто не напишет, а писать надо.
Обращение Кона в 1990—2000-х годах к работам сексологической тематики, в частности к тематике гомосексуальности и проблеме полового воспитания, вызвало у некоторой части общества резко критическую реакцию, распространяемую затем и на другие его работы.
Критика началась также в связи с проектом сексуального образования российских школьников, руководство которым ему приписали, хотя, по словам Кона, весь 1996 год он провёл за рубежом, участвовал лишь в подготовке социологического мониторинга, никаких программ не читал, а по возвращении в Москву оценил проект как научно и политически неподготовленный. В адрес И. С. Кона прозвучали обвинения в «пропаганде педофилии и гомосексуализма», подрыве традиционных духовных ценностей и духовном растлении.
В подписанном тремя учёными 14 мая 2002 года «Комплексном заключении по содержанию, направленности и фактическому значению публикаций И. С. Кона» было заявлено, что проанализированные в нём семь работ академика никакого отношения к науке не имеют, а сам он являлся во времена СССР коммунистическим пропагандистом. И. С. Кон называется «этнокультурным содомитом». По мнению авторов заключения, публикации Кона направлены, в частности, на пропаганду в российском обществе половых извращений, декриминализацию в общественном сознании педофилии, преступлений на сексуальной почве. «В целом публичную деятельность И. С. Кона, по существу, можно считать активно ведущейся информационно-психологической войной, преступной деятельностью, направленной против детей и молодёжи, против традиционных духовных ценностей России, против общественной морали и важнейших социальных институтов в российском обществе». Авторами письма выступили доктор филологических наук В. Ю. Троицкий, доктор юридических наук М. Н. Кузнецов из Российской академии государственной службы при Президенте России, доктор биологических наук А. А. Прозоров.
Когда стало известно, что И. С. Кон умер, наиболее радикальным образом выступил один из высокопоставленных представителей иерархии Русской православной церкви протоиерей Димитрий Смирнов, назвавший учёного «великим проповедником гомосексуализма и педофилии», «выдающимся педофилом и педерастом», начавшим «пропаганду Содома и Гоморры», и по поводу его кончины выразил «глубокое удовлетворение», по его мнению, от лица всех верующих:
… И вот сегодня, в этот пасхальный день, Господь освободил нас от того, чтобы быть согражданами этого человека. Поэтому, несмотря на то, что прогрессивное человечество и скорбит, но я думаю, все религиозные люди в нашей стране (и христиане, и мусульмане, и иудеи), восприняли эту весть с чувством глубокого … удовлетворения».
Размещённый в сети Интернет видеоролик с обращением священнослужителя вызвал волну возмущения в блогах. Многие, в частности, выражали недоумение в связи с тем, что в это же время другой официальный представитель церкви, протоиерей Георгий Рощин, сообщил, что РПЦ не приветствует ликование по поводу смерти террориста Усамы бин Ладена. Ряд учёных и деятелей культуры выразили свой протест в связи с подобными заявлениями — в частности, было опубликовано «Письмо в защиту памяти Игоря Семёновича Кона», подписанное, среди прочих, В. М. Воронковым, И. В. Саморуковой, Г. М. Дашевским. Писатель и активист ЛГБТ-движения Андрей Дитцель в эфире «Радио Свободы», посвящённом памяти И. С. Кона, высказываясь по этому поводу, отметил, что учёный уделял много внимания проблеме суицидов среди гомосексуальных подростков и многих спас от самоубийства. «За одно это он мог бы быть, пожалуй, канонизирован», — выразился писатель, возмущаясь оскорбительной репликой протоиерея в контексте противоположной реакции РПЦ на гибель международного террориста.

### Книги
- Кон И. С. В поисках себя. Личность и её самосознание. — М.: Политиздат, 1984. — 336 с.
- Кон И. С. Психология ранней юности. — М.: Просвещение, 1989. — 256 с. — ISBN 5-09-001053-6.
- Кон И. С. Вкус запретного плода. Сексология для всех. — М.: Семья и школа, 1997. — 464 с. — ISBN 5-88539-036-3.
- Кон И. С. Клубничка на берёзке. Сексуальная культура в России. — М.: ОГИ, 1997. — 464 с. — ISBN 5-900241-33-5. 
 Кон И. С. Клубничка на берёзке. Сексуальная культура в России. — 3-е изд., испр. и доп. — М.: Время, 2010. — 608 с. — ISBN 978-5-9691-0554-6.
- Кон И. С. Социологическая психология. — Воронеж: МОДЭК, 1999. — 560 с. — ISBN 5-89395-106-9.
- Кон И. С. Введение в сексологию. Курс лекций. Учебное пособие для вузов. — М.: Олимп, Инфра-М, 1999. — 288 с. — (Серия «Высшее образование»). — ISBN 5-7390-0817-4, ISBN 5-86225-624-5.
- Кон И. С. Подростковая сексуальность на пороге XXI века. — М.: Феникс+, 2001. — 208 с. — ISBN 5-9279-0025-9.
- Кон И. С. Ребёнок и общество. — М.: Академия, 2003. — 336 с. — (Серия «Высшее профессиональное образование»). — ISBN 5-7695-1420-5.
- Кон И. С. Лики и маски однополой любви: Лунный свет на заре. — 2-е изд., перераб. и доп. — М. : ACT, 2003. — 576 с. — ISBN 5-17-015194-2.
- Кон И. С. Мужское тело в истории культуры. — М.: Слово/Slovo, 2003. — 432 с. — ISBN 5-85050-704-3.
- Кон И. С. Сексология. — М.: Академия, 2004. — 384 с. — (Серия «Высшее профессиональное образование»). — ISBN 5-7695-1679-8.
- Кон И. С. Дружба. — 4-е издание, доп. — СПб.: Питер, 2005. — 330 с. — ISBN 5-469-00180-6, ISBN 978-5-469-00180-5.
- Кон И. С. Междисциплинарные исследования. Социология. Психология. Сексология. Антропология. — Ростов н/Д.: Феникс, 2006. — 608 с. — (Серия «Высшее образование»). — ISBN 5-222-08626-7.
- Кон И. С. 80 лет одиночества. — М.: Время, 2008. — 448 с. — ISBN 978-5-9691-0324-5.
- Кон И. С. Мужчина в меняющемся мире. — М.: Время, 2009. — 496 с. — ISBN 978-5-9691-0397-9.
- Кон И. С. Мальчик — отец мужчины. — М.: Время, 2009. — 704 с. — ISBN 978-5-9691-0469-3.
- Кон И. С. Бить или не бить?. — М.: Время, 2012. — 448 с. — ISBN 978-5-9691-0721-2.

### Статьи и другие публикации
- Кон, И. С. Психология предрассудка : О социально-психологических корнях этнических предубеждений // Новый мир. — 1966. — № 9. — C. 187—205.
- Кон, И. С. Половая мораль в свете социологии // Советская педагогика. — 1966. — № 12. — C. 64—77.
- Кон, И. С. Размышления об американской интеллигенции // Новый мир. — 1968. — № 1. — C. 175—197.
- Кон, И. С. Национальный характер — миф или реальность? // Иностранная литература. — 1968. — № 9. — С. 215—229.
- Кон, И. С. Диалектика развития наций : Ленинская теория наций и современный капитализм // Новый мир. — 1970. — № 3. — C. 133—149.
- Кон, И. С. Секс, общество, культура // Иностранная литература. — 1970. — № 1. — C. 243—255.
- Кон, И. С. Люди и роли // Новый мир. — 1970. — № 12. — С. 168—191.
- Кон, И. С. К проблеме национального характера // История и психология / Под ред. Б. Ф. Поршнева и Л. И. Анцыферовой. — М.: Наука, 1971. — С. 122—158.
- Кон, И. С. Юность как социальная проблема // Общество и молодёжь / Сост. В. Д. Кобецкий. — 2 изд., пер. и доп. — М.: Молодая гвардия, 1973. — С. 22—51.
- Кон, И. С. Психология юношеской сексуальности // Советская педагогика. — 1976. — № 5. — С. 66—75.
- Кон, И. С. Открытие «Я»: Историко-психологический этюд // Новый мир. — 1977. — № 8. — С. 176—195.
- Кон, И. С. Психология половых различий // Вопросы психологии. — 1981. — № 2. — С. 47—57.
- Кон, И. С. О социологической интерпретации сексуального поведения // Социологические исследования. — 1982. — № 2. — С. 113—122.
- Кон, И. С. Психология самостоятельности // Знание — сила. — 1985. — № 7. — С. 42—44.
- Кон, И. С. Многоликое одиночество // Знание — сила. — 1986. — № 12. — С. 40—42.
- Кон, И. С. Повседневность и нравственность // Знание — сила. — 1987. — № 6. — С. 52—56.
- Кон, И. С. Психология социальной инерции // Коммунист. — 1988. — № 1. — С. 64—75.
- Кон, И. С. Больше, чем друг : Подростки и гомосексуализм // Она. — 1997. — № 4. — С. 32—34.
- Кон, И. С. Как я стал сексологом? // Психологическая газ. 1998. Сент. С. 7—9.
- Кон, И. С. Гомоэротический взгляд и поэтика мужского тела // Митин журнал. — 1999. — № 58. — С. 215—239.
- Кон, И. С. Мужское тело как эротический объект // Человек. — 2000. — № 6. — С. 297—317.
- Кон, И. С. Гомосоциальность: Мотивы мужской дружбы // Люди лунного света. — № 1. — Май 2002. — С. 34—43.
- Кон, И. С. Трансформация сексуальности на рубеже веков // Люди лунного света. — 2002. — № 3 (Июль). — С. 38—47.
- Кон, И. С. Мужское тело и современная массовая культура // Люди лунного света. — 2002. — № 5 (Октябрь). — С. 32—41.
- Кон, И. С. Подростковая и юношеская сексуальность в России // Мир детства. — 2002. — № 4. — С. 43—56.
- Кон, И. С. О нормализации гомосексуальности // Сексология и сексопатология. — 2003. — № 2. — С. 2—12.
- Кон, И. С. Современное отцовство: мифы и проблемы // Семья и школа. — 2003. — № 4. — С. 17—20.
- Кон, И. С. Детство как социальный феномен // Журнал исследований социальной политики. — 2004. — Т. 2. — № 2. — С. 151—174.
- Кон, И. С. Инаколюбящие // Секс и жизнь. — 2004. — № 3. — С. 4—18.
- Кон, И. С. Сексуальная жизнь взрослого человека // Сексология и сексопатология. — 2005. — № 1. — С. 43—48.
- Кон, И. С. Отцовство как социокультурный институт // Педагогика. — 2005. — № 9. — С. 3—16.
- Кон, И. С. Секс и меньшинства: Как гомофобия становится ксенофобией // Новое время. — 2006. — № 15. — С. 32—35.
- Кон, И. С. Новое о мастурбации // Андрология и генитальная хирургия. — 2006. — № 1. — С. 15—22.
- Кон, И. С. Плюсы и минусы раздельного и совместного обучения // Педагогика. — 2006. — № 9. — С. 16—22.
- Кон, И. С. Мужская сексуальность по данным массовых опросов // Андрология и генитальная хирургия. — 2007. — № 4. — С. 19—28.
- Кон, И. С. Гомофобия как лакмусовая бумажка российской демократии // Вестник общественного мнения. — 2007. — № 4 (90). — С. 59—69.
- Кон, И. С. Гегемонная маскулинность как фактор мужского (не)здоровья // Андрология и генитальная хирургия. — 2008. — № 4. — С. 5—12.
- Кон, И. С. Сексуальное образование — глобальная задача 21 века // Социология: теория, методы, маркетинг. — 2009. — № 1. — С. 94—114.